# 천안동남소방서
천안동남소방서(天安東南消防署, Cheonan Dongnam Fire Station)는 충청남도 천안시 동남구를 관할하는 충청남도 소방본부 산하의 소방서이다.
본래 천안소방서였으나 2011년 현재 명칭으로 개정되었다.
소방서장은 소방정으로 보한다.

## 연혁
- 1947년 4월 18일: 천안소방서 설치
- 1950년 5월 27일: 천안소방서 폐지[3]
- 1970년 5월 13일: 천안소방서 설치
- 1989년 1월 31일: 온양소방서(현재 아산소방서) 분리
- 2011년 6월 10일: 천안서북소방서 분리로 현재 명칭으로 변경

## 조직
| - 소방행정과 - 소방행정팀 - 예산장비팀 - 의용소방팀 | - 화재대책과 - 화재구조팀 - 예방안전팀 - 소방민원팀 | - 현장대응단 - 구급팀 - 현장대응팀 |

## 관할센터 및 관할구역
천안동남소방서는 5개의 119안전센터와 1개의 구조구급센터를 산하에 두고 있다.
| 명칭                           | 사진 | 주소                   | 관할구역                                                             | 지역대                                    |
| ------------------------------ | ---- | ---------------------- | -------------------------------------------------------------------- | ----------------------------------------- |
| 구성119안전센터                |      | 천안대로 580           | 중앙동, 문성동, 원성 1·2동, 봉명동, 신안동, 청룡동 일부, 일봉동 일부 |                                           |
| 청당119안전센터                |      | 청수14로 91            | 청룡동 일부, 신방동, 일봉동 일부                                     |                                           |
| 독립119안전센터                |      | 목천읍 삼방로 95       | 목천읍, 성남면, 북면                                                 | 목천119지역대 북면119지역대 성남119지역대 |
| 병천119안전센터                |      | 병천면 아우내순대길 78 | 병천면, 수신면, 동면                                                 | 수신119지역대 동면119지역대               |
| 풍세119안전센터                |      | 풍세면 풍세로 91       | 풍세면, 광덕면                                                       |                                           |
| 천안동남소방서 119구조구급센터 |      | 천안대로 580           | 충청남도 천안시 동남구 일원                                          |                                           |

## 같이 보기
- 대한민국 소방청
- 대한민국의 소방
- 소방관 계급